# 900'erne
Århundreder: 9. århundrede – 10. århundrede – 11. århundrede
Årtier: 850'erne 860'erne 870'erne 880'erne 890'erne – 900'erne – 910'erne 920'erne 930'erne 940'erne 950'erne
År: 900 901 902 903 904 905 906 907 908 909